# Dealul Cetății - Lempeș
Dealul Cetății - Lempeș (Dealul Cetății) este o arie protejată de interes național care corespunde categoriei a IV-a IUCN (rezervație naturală de tip botanic, datorită vegetației xerofile apărute în perioada postglaciară) situată în județul Brașov, pe teritoriile administrative ale comunelor Sânpetru și Hărman.

## Localizare
Aria naturală cu o suprafață de 274,50 hectare se află în partea central-estică a Țării Bârsei (regiune etnografică și istorică din sud-estul Transilvaniei), în extremitatea estică a județului Brașov (lângă rezervația naturală Mlaștina Hărman) și este străbătută de drumul județean (DJ112A) care leagă Bodul de localitatea Hărman. 

## Descriere
Dealul Lempeș cu altitudine de 704 metri (Vârful Cetății) creat prin eroziune, este limita nordică a Porții de la Sânpetru, care compartimentează Depresiunea Brașovului.
.
Rezervația naturală a fost declarată arie protejată prin Legea Nr.5 din 6 martie 2000 (privind aprobarea Planului de amenajare a teritoriului național - Secțiunea a III-a -zone protejate) și se suprapune sitului Natura 2000 - Dealul Cetății Lempeș - Mlaștina Hărman. 
Aria naturală reprezintă o prelungire la sud de Olt a masivului Baraolt, alcătuită din roci sedimentare, calcare, conglomerate și gresii atribuite cretacicului, ce adăpostește o mare diversitate de floră și faună specifică Țării Bârsei.

## Biodiversitate
Rezervația dispune de mai multe tipuri de habitate, astfel: păduri de fag, păduri de fag și carpen, păduri dacice de stejar și carpen și habitate cu vegetație de silvostepă eurosiberiană cu specii de stejar.

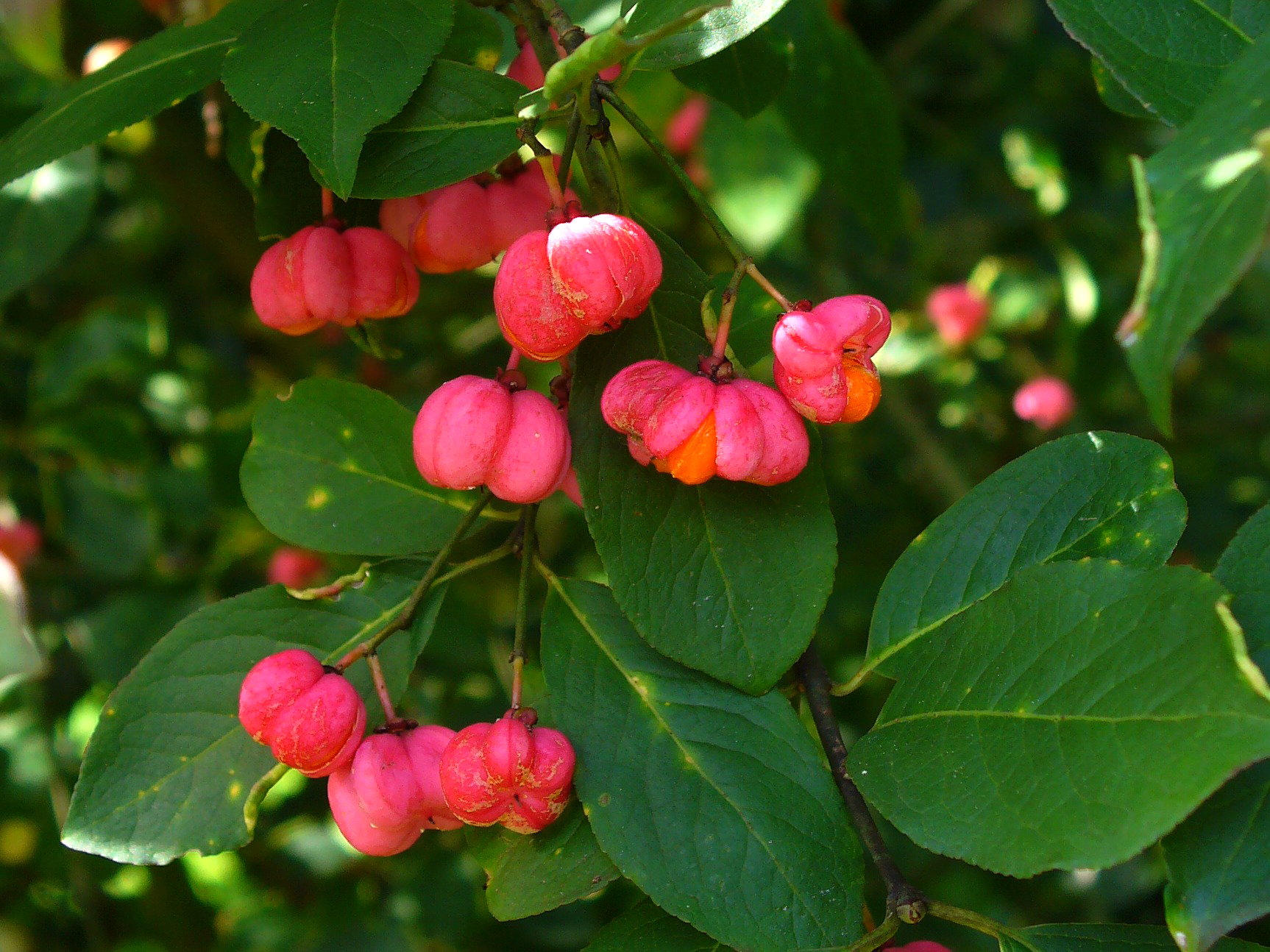
Salbă moale (Euonymus europaeus)

### Floră și faună
Flora este constituită din arbori cu specii de:  stejar (Quercus robur), gorun (Quercus petraea), o subspecie de tei pucios (Tilia parvifolia), carpen (Carpinus betulus), paltin de munte (Acer pseudoplatanus), pin negru (Pinus nigra) și arbusti cu exemplare de: păducel (Crataegus monogyna), mojdrean (Fraxinus ornus), corn (Cornus mas), sânger (Cornus sanguinea), alun (Corylus avellana), lemn câinesc (Ligustrum vulgare), salbă moale (Euonymus europaeus) sau porumbar (Prunus spinosa).

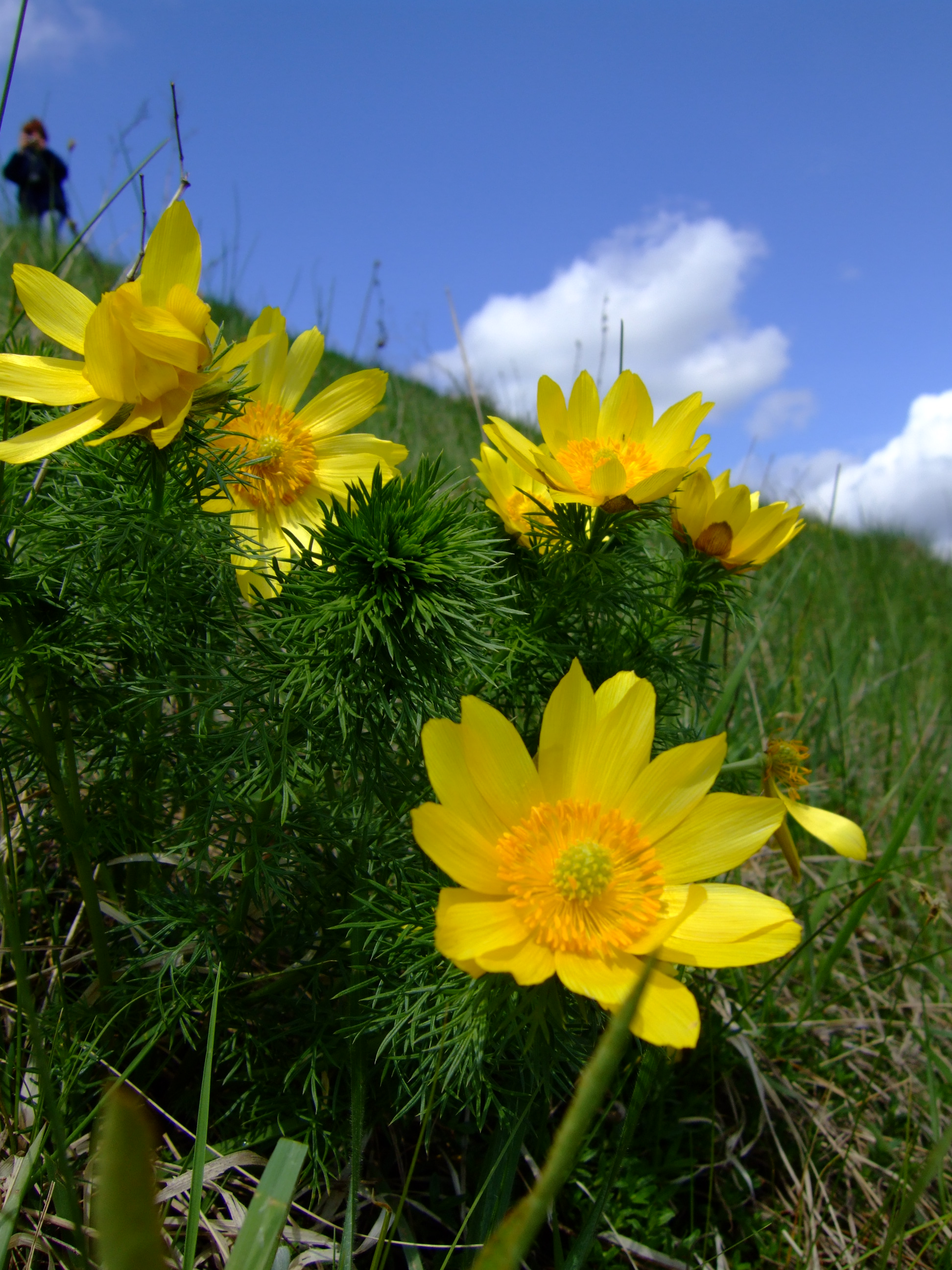
Rușcuță de primăvară (Adonis vernalis)

La nivelul ierburilor sunt întâlnite mai multe specii de plante, astfel: în zonele împădurite specii vegetale de stepă, păiușuri și rogozuri (plante xerofile) în luminișuri și tufărișuri și rarități floristice în zonele de pajiște. 
Din varietatea vegetală aflată în arealul rezervației naturale pot fi amintite specii floristice de: rușcuță de primăvară (Adonis vernalis), capul-șarpelui (Echium rubrum), stânjenei cu subspecii de Iris hungarica și Iris caespitosa, zambilă-sălbatică (Hyacinthela leucophaea), năgară (Stipa capillata), colilie (Stipa pulcherrima), jaleș-de-câmp (Stachys recta), specia de graminee Koeleria gracilis (familia Poaceae), păiuș cu specii de Festuca rupicola (iarba calului) și Festuca valesiaca.
Fauna este reprezentată de: mamifere cu specii de cerb (Cervus elaphus), urs, căprioară (Capreolus capreolus), mistreț (Sus scrofa), vulpe (Vulpes vulpes crucigera), pisică sălbatică (Felis silvestris), veveriță (Sciurus caloninensis); păsări: șorecar comun (Buteo buteo), corb (Corvus corax), acvilă pitică (Hieraaetus pennatus), mierlă (Turdus merula), dumbrăveancă (Coracias garrulus), pupăză (Upupa epops), măcăleandru (Etithacus rublecula); reptile, amfibieni și insecte.

## Căi de acces
- Drumul național DN11 pe ruta Brașov - Hărman, de aici se intră pe drumul județean (DJ112A) pe direcția Bod
- Drumul județean (DJ103) pe ruta Brașov - Sânpetru

## Obiective turistice
În vecinătatea rezervației naturale se află mai multe obiective de interes turistic (lăcașuri de cult, monumente istorice, arii naturale protejate), astfel:

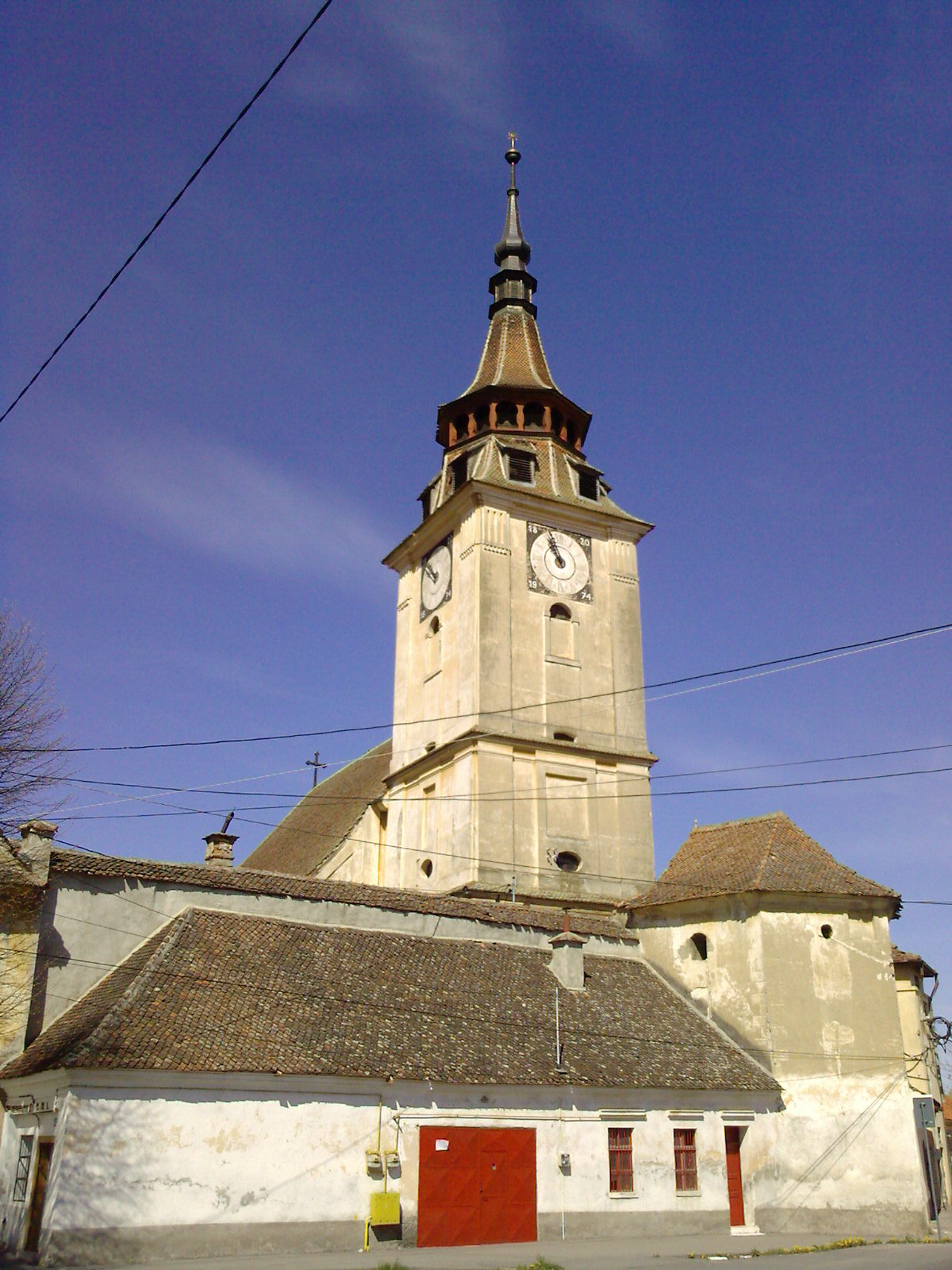
Biserica Evanghelică din Sânpetru

- Biserica fortificată din Sânpetru, construcție secolul al XIV-lea, monument istoric[9]
- Biserica fortificată din Hărman, construcție secolul al XIII-lea, monument istoric
- Biserica fortificată din Bod, construcție secolul al XIII-lea, monument istoric[10]
- Ansamblul bisericii fortificate din Prejmer alcătuit din biserică, două turnuri, două bastioane, turn de poartă, drum de apărare și fortificație (monument istoric datat ăn secolul al XIII-lea)
- Rezervații naturale:
  - Mlaștina Hărman
  - Pădurea și mlaștinile eutrofe de la Prejmer
  - Dealul Ciocașului - Dealul Vițelului